# Mont Pelvoux
Der Mont Pelvoux ist ein Berg im Haut-Dauphiné in den französischen Westalpen. Sein Kulminationspunkt ist die 3946 m hohe Pointe Puiseux (Westgipfel). Daneben weist das Massiv mit der Pointe Durand (3932 m), den Trois Dents du Pelvoux (3682 m) und dem Petit Pelvoux (3753 m) drei weitere ausgeprägte Gipfel auf. Zwischen den höchsten Erhebungen eingelagert ist das wenig geneigte Gletscherplateau des Glacier du Pelvoux, dessen Eismassen nach Nordosten im spaltenreichen Glacier des Violettes ou Veyro abfließen. Die höchsten Gipfel sind vom Plateau aus relativ unschwierig zu ersteigen. Das Plateau des Glacier du Pelvoux erreicht man am einfachsten vom Refuge du Pelvoux, einer Schutzhütte des CAF im Süden des Bergstocks, durch die mit Couloir Coolidge bezeichnete, 35° steile Eis- und Firnrinne, die selbst Teil des Glacier de Sialouze ist (Schwierigkeitsgrad »peu difficile« auf der französischen Bewertungsskala, ca. vier Stunden ab der Hütte). 
Der Mont Pelvoux gehört zum Écrins-Massiv (frz. Massif des Écrins), der höchsten so weit südlich und westlich stehenden Gebirgsgruppe der Alpen. Als Savoyen mit dem Mont Blanc noch nicht zu Frankreich gehörte, galt der Mont Pelvoux als höchster Berg des Landes. Erst die Erstbesteiger erkannten, dass die benachbarte Barre des Écrins den Mont Pelvoux deutlich überragt. Aufgrund dieses Irrtums wird noch heute die gesamte Gebirgsgruppe auch häufig als Pelvoux bezeichnet. 
Die Erstbesteigung des Mont Pelvoux erfolgte am 30. Juli 1828 durch A. Durand und die zwei Jäger Jacques Etienne Matéoud und Alexis Liotard. Es wird angenommen, dass sie auch die Pointe Puiseux erklommen. Die erste gesicherte Besteigung des Hauptgipfels wird jedoch auf den 9. August 1848 datiert, als Victor Puiseux – bis zum Glacier du Pelvoux von P. A. Barneoud begleitet – die nach ihm benannte Spitze erreichte.